# Claude Wilquin
Claude Wilquin, né le 29 décembre 1937 à Burbure (Pas-de-Calais) et mort le 22 mars 1996 à Rang-du-Fliers, est un homme politique français. Il meurt pendant son mandat de maire de Berck - La ville lui doit d'avoir œuvré pour le développement du tourisme et notamment pour avoir concouru à l'essor des rencontres internationales de cerfs-volants, un événement dont il est le fondateur.

## Biographie
En 1973, il est candidat (non élu) aux élections législatives dans la Troisième circonscription des Côtes-du-Nord.

## Détail des fonctions et des mandats
Mandats parlementaires
. 1977 - 1996Maire de Berck
- 10 septembre 1978 - 22 mai 1981 : Député de la 4e circonscription du Pas-de-Calais
- 21 juin 1981 - 12 mars 1986 : Député de la 4e circonscription du Pas-de-Calais